# Pala Ottoni
La Pala Ottoni, o Madonna della Rondine, è un dipinto a tempera e oro su tavola di Carlo Crivelli, databile al 1490-1492 circa e conservato nella National Gallery di Londra. È dotato di cornice originale e predella, ed è firmato nella parte centrale CAROLVS CRIVELLVS VENETVS MILES PINXIT.

## Storia
Gli Ottoni, il cui stemma appare al centro sul gradino del trono della Vergine, erano i signori di Matelica e commissionarono l'opera per la chiesa di San Francesco degli Zoccolanti della loro città. La data di esecuzione non è nota, ma è sicuramente posteriore al 1490, anno in cui l'artista ricevette il titolo di miles, di cui si fregiò anche nella firma. I committenti furono Ranuzio Ottoni, e il guardiano del convento francescano, Giorgio di Giacomo, per il quale fu posta nella predella la figura di san Giorgio.
Qui la videro Luigi Lanzi, Amico Ricci (sebbene questi scambio il san Sebastiano per un san Michele Arcangelo) e, nel 1861, Cavalcaselle e Morelli, inviati dal ministro della Pubblica Istruzione Guido Baccelli per una ricognizione dei beni artistici in Umbria e Marche subito l'unificazione al Regno d'Italia. Nonostante la segnalazione dei due storici dell'arte, appena un anno dopo la pala fu asportata dalla sua cappella, approfittando della confusione amministrativa durante le confische dei beni religiosi da parte del nuovo governo. Resta la testimonianza di un anonimo testimone oculare (memoria manoscritta rinvenuta da A. Bufali, nel 1966, nell'archivio della chiesa di San Filippo a Matelica) che, il 1º luglio 1862 ricordò come un presunto agente del demanio, assistito dai servitori del nobile locale Luigi de' Sanctis, avesse rimosso il dipinto con tutte le formalità, stimando l'opera 16.000 lire e portandola, probabilmente, a Roma, dove fu venduta.
Il De Sanctis, protagonista degli eventi del trapasso di governo del 1860, non era dopotutto persona irreprensibile, come dimostra una questione con un istituto di credito locale del quale fu presidente e da cui prese una somma di denaro che non restituì. Fu probabilmente per coprire questo ammanco che, in tutta fretta, prima che arrivassero veri funzionari da Roma, fece rimuovere e vendere la pala in quanto discendente degli Ottoni. E l'agente del Demanio fu probabilmente un complice consapevole di questo raggiro.
L'opera arrivò al museo londinese nel 1862, tramite acquisto.

## Descrizione e stile

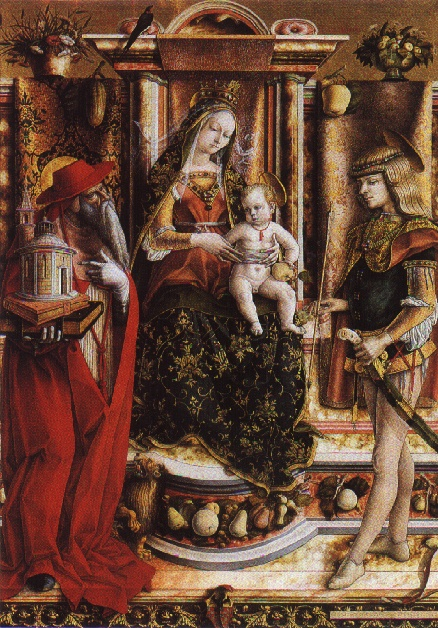
Madonna della Rondine

La parte centrale mostra una sacra conversazione con la Madonna in trono col Bambino tra i santi Girolamo e Sebastiano. Lo schema di fondo è molto simile a quello della Madonna col Bambino in trono tra i santi Francesco e Sebastiano, sebbene qui l'effetto sia più arcaico per la persistenza del fondo oro. Da un alto trono marmoreo, Maria regge il figlio in grembo, il quale tocca una grossa mela, allusione al peccato originale, e lancia un gesto di benedizione a san Girolamo, a sinistra, che regge un modellino di chiesa. Un piccolo leone, inoltre, è ai piedi del santo, suo attributo tipico assieme alla veste cardinalizia. Sebastiano, invece, è ritratto vestito da giovane uomo d'arme anziché nudo e legato alla colonna, e reca in mano una freccia, strumento del suo martirio, mentre ai suoi piedi si vede un arco appoggiato in terra. Anche l'apparato decorativo appare più calcato che nell'altra pala, con la veste damascata di Maria, le ghirlande di frutta che arrivano a decorare il gradino e i broccati che, calati dalla parete retrostante, fanno da sfondo ai santi e alla Vergine. In alto, poggiati sulle specchiature marmoree, si trovano vasi di fiori, di frutta, due rami con una grossa mela e una zucca, e la rondine che dà il titolo alternativo dell'opera. Si tratta di elementi dal significato simbolico, legati alla Passione di Gesù e alla purezza di Maria. Il motivo del parapetto e dei vasi è di ascendenza toscana.
Sebbene sia stato notato come lo stile tardo dell'artista si ripieghi su se stesso, rifiutando apporti sostanziali dal già dominante gusto rinascimentale, l'artista dimostra anche nella Pala Ottoni uno spirito di ricerca che evita qualsiasi ripetizione di repertorio, studiando nuove pose e nuove decorazioni per i suoi soggetti e dedicandosi con amorevole cura alla ricerca del vero nei dettagli minuti, legati agli oggetti, agli animali, alle fisionomie. Notevole, come sempre, è lo studio di luci e ombre, con effetti di virtuosismo illusionistico: si noti, ad esempio, l'ombra che la coda della rondine proietta sulla modanatura del coronamento del trono, quasi a certificarne la vera presenza appena arrestatasi dal volo.
La cornice lignea originale comprende due paraste con candeliere dorate a rilievo e una trabeazione; essa ricorda, in tono minore, quella della Pala di Pesaro di Giovanni Bellini. La parte interna della cornice, quella più vicina alla pittura, è rifatta. Non si sa se la pala avesse anche una Pietà sulla cimasa, come hanno altre opere di Crivelli e come ha, ad esempio, una pala di Marco Palmezzano già nella stessa chiesa, datata al 1510 e ispirata nella struttura decorativa a quella del Crivelli. Non è nota, tuttavia, alcuna Pietà da poter accostare alla Pala Ottoni.

### Predella
La pala è dotata di predella a cinque scomparti. Da sinistra comprende:
- Santa Caterina d'Alessandria, 29x21 cm
- San Girolamo in penitenza, 29x33 cm
- Natività, 29x37 cm
- Martirio di san Sebastiano, 29x32,5 cm
- San Giorgio e il drago, 29x21 cm

La predella è composta in maniera asimmetrica e con scene spesso dinamiche, diverse dallo spirito più contemplativo della pala, in quanto necessarie per la rappresentazione delle scene delle vite dei santi. A sinistra, una santa a mezza figura sotto un'arcata di pietra, idea che fu poi sviluppata nella predella della Pala di San Francesco a Fabriano, solitamente indicata come ultima opera nota dell'artista. Segue una scena relativa a san Girolamo, col santo penitente nel deserto: una scena in cui l'artista inserì numerosissimi animali ben oltre quelli richiesti dall'iconografia del santo, tra memorie gotiche alla Pisanello e una precisione lenticolare alla fiamminga, riscontrabile, ad esempio, nel piccolo studiolo del santo.
Segue una Natività, somigliante all'Adorazione dei pastori di Strasburgo, che colpisce per l'impostazione prospettica della scena. Anche il Martirio di san Sebastiano, ambientato sotto un loggiato, ha un lungo scorcio parallelo a quello dello scomparto adiacente e si caratterizza per la posa contorta del santo legato a un albero e per il crudo realismo dei carnefici, dai volti quasi sfigurati da una brutalità bestiale.
La scena di san Giorgio presenta molti rimandi, da Cosmè Tura a Giovanni Bellini. Crivelli aveva già dipinto questo soggetto negli anni passati (come nel Polittico di Porto San Giorgio), ma seppe nuovamente rinnovare i suoi schemi, attingendo a una nuova forza espressiva, dai risvolti allucinanti.
Predella